# Kościół Wniebowzięcia Najświętszej Maryi Panny w Puchaczowie
Kościół Wniebowzięcia Najświętszej Maryi Panny – rzymskokatolicki kościół parafialny należący do dekanatu Łęczna archidiecezji lubelskiej.
Obecna, murowana świątynia była budowana od 1778 roku dzięki staraniom księdza Leonarda Prokopowicza, opata sieciechowskiego (do końca XVIII wieku właścicielem wsi było opactwo benedyktyńskie w Sieciechowie). Jeszcze nieukończona budowla została konsekrowana w 1786 roku. W 1800 roku, wciąż jeszcze nie ukończona, już musiała być wyremontowana. Została również wzmocniona przyporami. Polichromia została wykonana w 1914 roku.
Jest to budowla orientowana, murowana, wzniesiona z cegły i otynkowana. Posiada jedną nawę i została wybudowana na planie prostokąta. Trójprzęsłowa nawa posiada we wnętrzu ścięte naroża. Z przodu wyodrębnione są dwie koliste lokalności (w północnej znajdują się schody na chór), pomiędzy nimi, w podchórzu jest umieszczona kruchta. Prezbiterium jest węższe i niższe od nawy, jednoprzęsłowe, na planie prostokąta i zamknięte półkoliście. Od strony południowej przylega do niego zakrystia na planie prostokąta ze skarbczykiem na piętrze, od strony północnej znajduje się nowa zakrystia (dobudowano ją w 1907 roku).

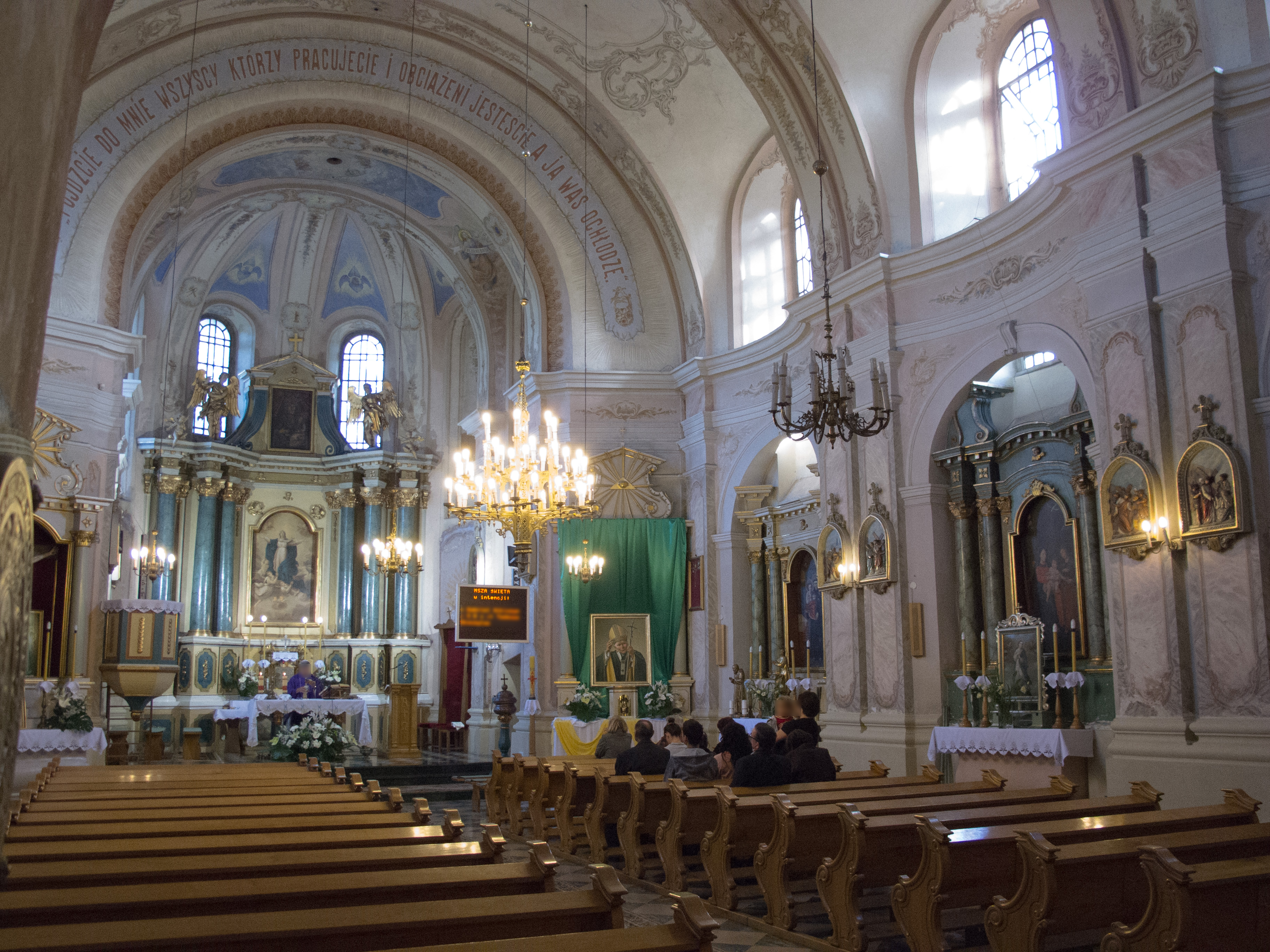
Wnętrze świątyni

Ołtarz główny został wykonany w stylu rokokowym pod koniec XVIII wieku, w centralnej części jest umieszczony obraz Matki Bożej Wniebowziętej, w zwieńczeniu rzeźby aniołów i obraz Matki Bożej z Dzieciątkiem w sukienkach srebrnych wykonany w XVIII wieku. Tabernakulum reprezentuje styl rokokowy. Świątynia posiada cztery pary ołtarzy bocznych. Pierwsza para znajduje się przy tęczy i reprezentuje styl barokowo-klasycystyczny (pochodzą sprzed 1866 roku). W lewym znajduje się późnogotycki krucyfiks (z początku XVI wieku), w prawym znajduje się obraz św. Mikołaja pochodzący z końca XVIII wieku. Pozostałe ołtarze są umieszczone w nawie - są podobne do tych znajdujących się przy tęczy, murowane, wykonane w stylu późnobarokowym w latach 1778 - 1786. Są ujęte parami kolumn, z przerwanymi zwieńczeniami. W ołtarzach znajdują się obrazy w stylu barokowym. W pierwszej parze, w lewym znajduje się obraz Matki Bożej Różańcowej, w prawym znajduje się obraz św. Antoniego Padewskiego (obydwa zostały wykonane w 2 połowie XVIII wieku).
Do wyposażenia świątyni należy chrzcielnica posiadająca XVIII-wieczną, miedzianą czaszę i nowszą, drewnianą podstawę. Prospekt organowy w stylu późnobarokowym, ozdobiony rzeźbami aniołków, powstał zapewne w XIX wieku. Ławki w stylu późnobarokowym zostały wykonane w XVIII wieku, feretron w stylu rokokowym pochodzi z 2 połowy XVIII wieku i jest ozdobiony rzeźbą Matki Bożej Niepokalanie Poczętej. Szafa zakrystyjna reprezentuje styl późnobarokowy, rzeźba Chrystusa Frasobliwego reprezentuje styl barokowy, krucyfiks został wykonany w stylu późnobarokowym, monstrancja i kielich zostały wykonane w stylu barokowym.